# CoroVent
CoroVent je plicní ventilátor, který byl vyvinut vědci, doktory, inženýry a nadšenci sdruženými do platformy COVID19CZ při pandemii onemocnění covid-19 v roce 2020.
Cena ventilátoru dosahuje přibližně 220 tisíc Kč. Umístil se mezi 3 vítězi v kategorii ventilátory/respirátory v celoevropském hackathonu EUvsVirus a druhé místo v českém hackathonu Hack the Crisis Czech Republic. Zájem o ventilátor projevila například OSN.. Do září 2020 zatím nebyl žádný z ventilátoru objednán českými subjekty, objednány byly ventilátory subjekty z latinské Ameriky nebo Asie.

## Historie
V Česku lidé sdružení kolem platformy Covid19 zajistili během týdne a půl vývoj jednoduchého plicního ventilátoru CoroVent, na jehož výrobu následně vybrali pomocí crowdfundingové kampaně zhruba během jednoho dne 14 milionů korun českých, z nichž bylo možné postavit prvních několik set kusů. Dokumentace byla následně uvolněna pod dočasnou licencí open hardware, díky čemuž se otevřela možnost pro výrobu přístroje i pro další subjekty.
V dubnu roku 2020 bylo oznámeno, že třebíčská společnost Dawell CZ, která patří do skupiny MICo spustí výrobu ventilátoru CoroVent ve směnném provozu, kdy výrobě se bude věnovat 60 zaměstnanců. Prototyp byl vyroben v Prosetíně. Dne 7. dubna byla dokončena výroba pěti prototypů, které byly podrobeny testům a zkušebnímu provozu. Dne 27. dubna byla spuštěna výroba, celkem bylo v tu dobu vyráběno 100-150 kusů ventilátoru denně.
V květnu bylo oznámeno, že ventilátory jsou testovány a že zatím nebyly nasazeny a není úplně jasné, jak bylo naloženo s vybranými penězi.
Na konci srpna 2020 bylo oznámeno, že ventilátor získal americkou certifikaci FDA EUA (Federal Drug Administration - Emergency Use Authorization), která představuje základní parametr umožňující využití tohoto typu ventilátorů v mnoha zdravotnických zařízeních. V říjnu roku 2020 bylo oznámeno, že původně se plánovala zrychlená certifikace pro český trh, ale k tomu nedošlo. Evropská certifikace se očekává v roce 2021. V říjnu se jednalo o blokové výjimce pro ventilátory CoroVent.
V červenci roku 2020 bylo oznámeno, že je vyrobeno celkem 380 ventilátorů a mělo by být zahájeno testování v nemocnicích. V říjnu roku 2020 bylo oznámeno, že o ventilátory je zájem. Zájem projevilo více než 20 nemocnic v Česku. Bylo také oznámeno, že o zařízení projevilo později zájem 50 zařízení.